# مالمدی
شهر مالمدی (به فرانسوی: Malmedy) در شهرستان ورویه  در استان لیژ  در منطقه فدرال والونی در کشور بلژیک واقع شده‌است.

## نگارخانه

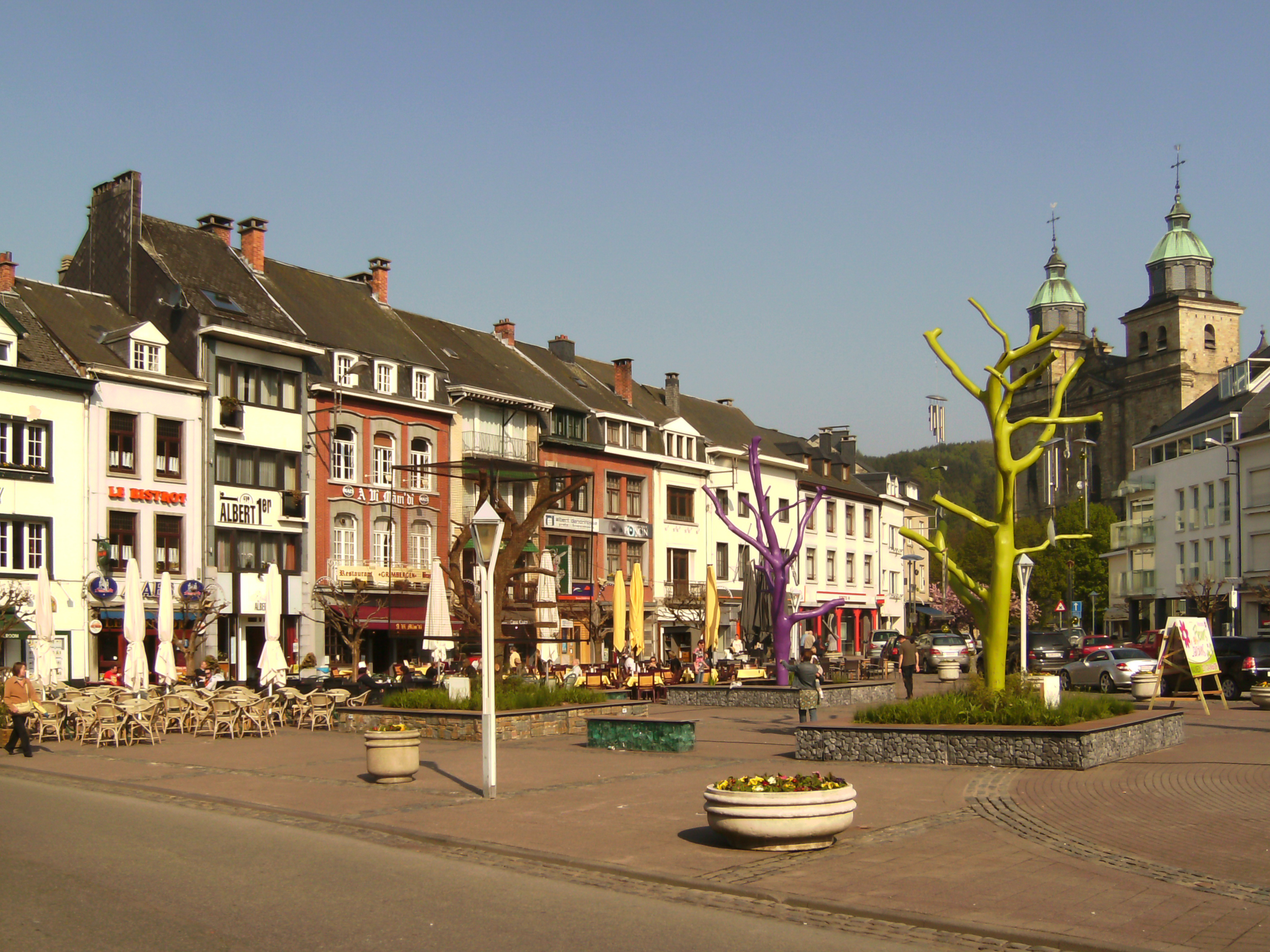
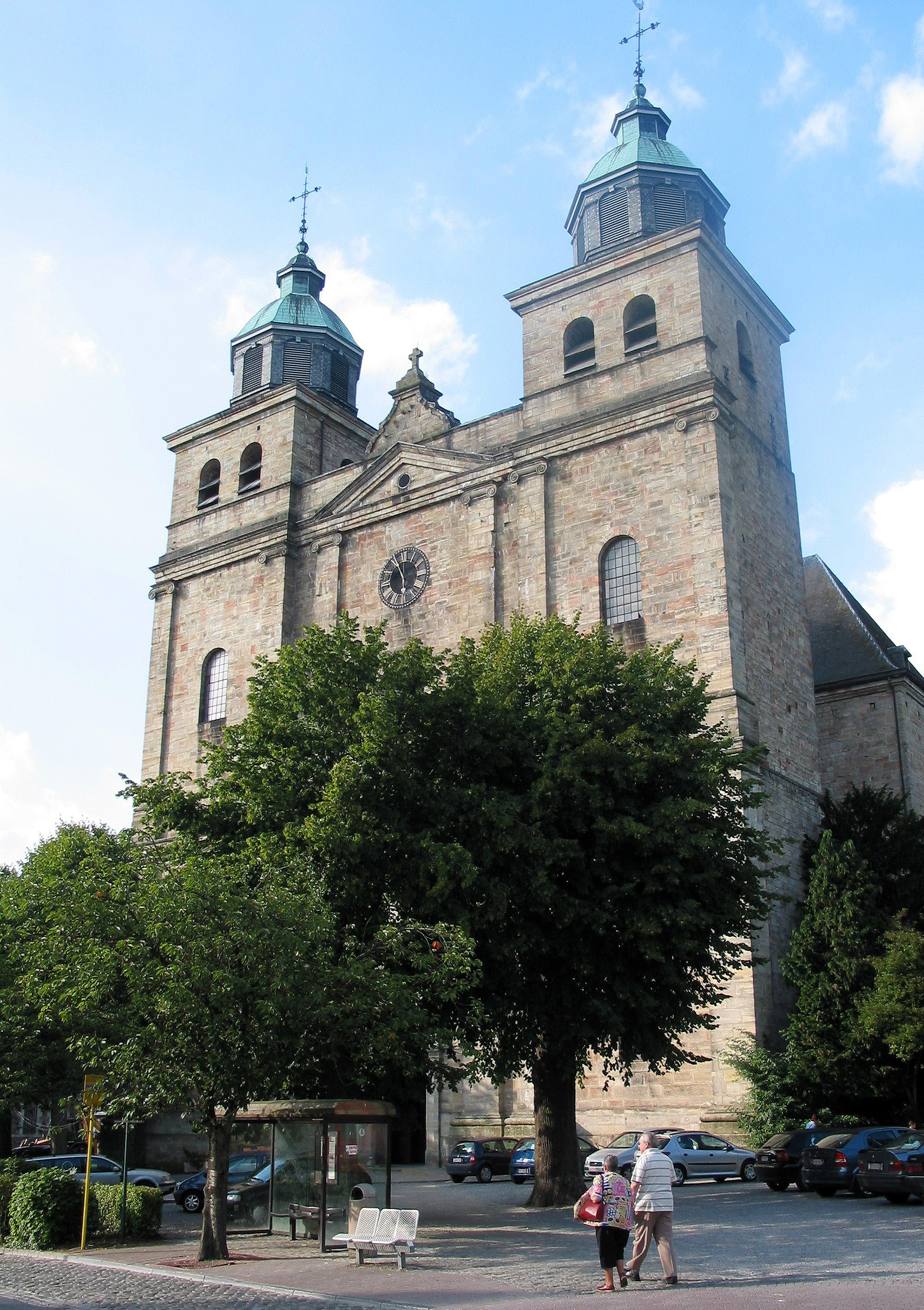
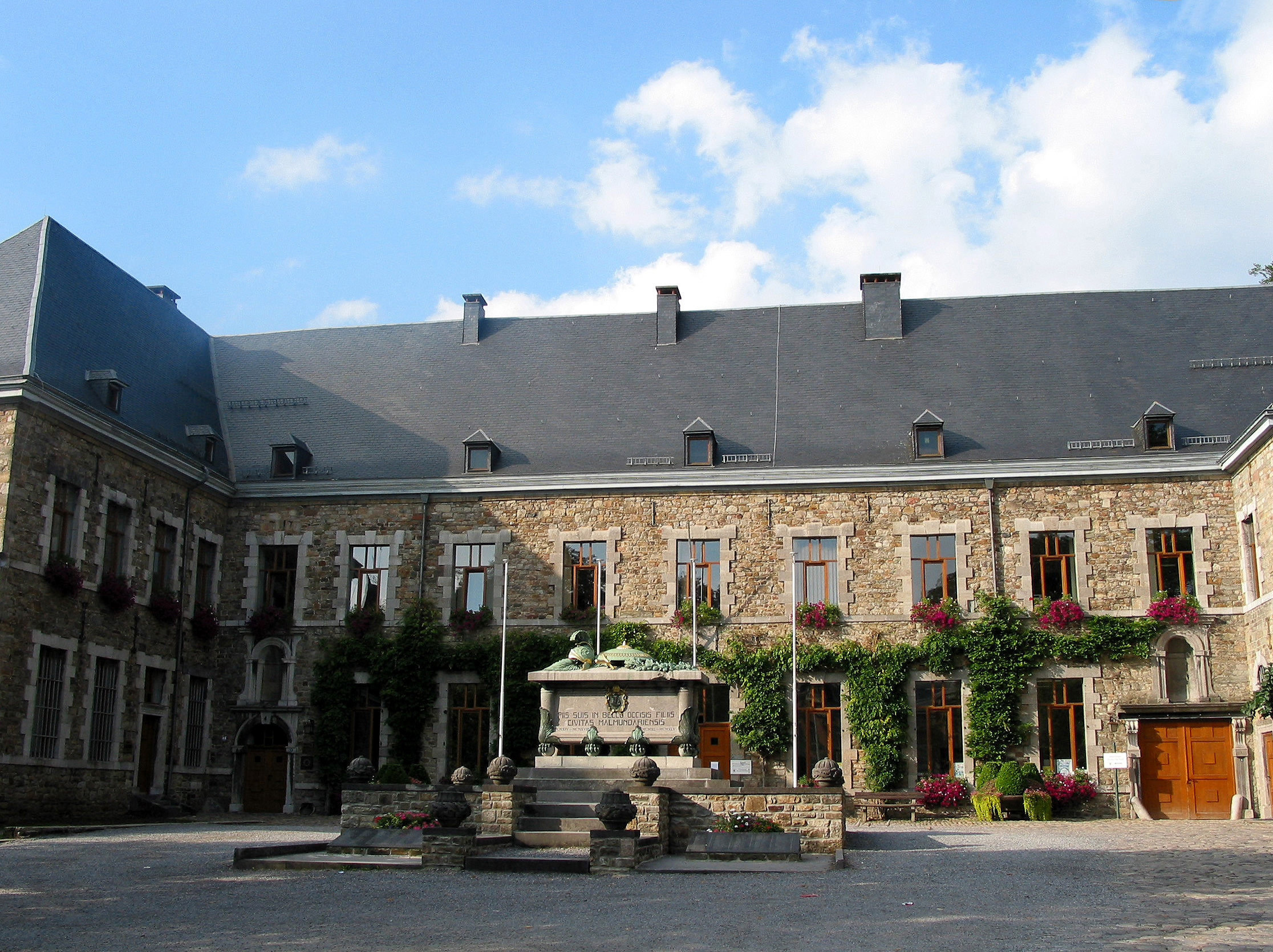